# Platon
Platon (grekiska: Πλάτων, Plátōn), född 428 f.Kr. i Aten, död 348 f.Kr. i Aten, var en klassisk grekisk filosof, matematiker och författare. Han är antagligen den mest inflytelserika personen inom västerländsk filosofi. Platon grundade skolan Platons akademi (akademeian) som tillsammans med Aristoteles Lyceum fick ett dominerande inflytande inom tidens vetenskap och filosofi. Han är upphovsman till platonismen som är en av den västerländska filosofins huvudriktningar. Platon tillhörde i sin ungdom kretsen runt Sokrates och var runt 27 år gammal när denne avrättades. Till skillnad från de flesta andra antika författare tros samtliga Platons skrifter ha överlevt fram till i dag.

## Biografi
Platon kom ur Atens aristokrati och föddes 427 eller 428 f.Kr. Fadern Ariston av Aten skall haft anor tillbaka till den siste bland Atens konungar, Kodros, medan modern Periktione räknade sin släkt från stadens lagstiftare och av antikens kända vise män, Solon. Det är emellertid svårt att beskylla Platon för vare sig en aristokratiskt hållen konservatism eller manschauvinism. I den omdiskuterade Staten ('Res Publica' på latin, 'Om rättvisa' på grekiska) låter han Sokrates plädera både för klassresor (begåvade barn från fattiga familjer ska ges utbildning) och kvinnans principiella jämlikhet såväl inom soldatliv som politik. Båda tankarna var för tiden oerhört radikala. I Theaitetos låter han också Sokrates betona att vilken härkomst man har socialt inte betyder någonting, eftersom vi alla har såväl fattigt folk som kungar bland våra förfäder. Det viktiga är vad man har i huvudet och vad man gör av det, därav filosofins betydelse i livet. Platon hade också goda skäl att vara skeptisk mot överklassen då han sett sina egna äldre, av honom beundrade släktingar (morbrodern Charmides och den äldre släktingen också på moderns sida Kritias) utöva en blodig terrorregim under en kort tid 404–403 innan ett uppror kastade bort dem från makten. Om detta berättar han i det Sjunde brevet, en enda (fast historiskt omstridd) källa till hans egen biografi. Idag räknas det sjunde brevet dock som skrivet antingen av Platon själv eller av någon som var väl insatt i sakerna. Det finns i nedan uppräknade samlade verk.
Ingenting tyder på att Platon någonsin var gift. Det omnämns två äldre bröder, Adeimantos och Glaukon, vilka uppträder i dialogen Staten och där har en viktig funktion som problemställare (andra boken i synnerhet). Han hade också en syster, Potone, vars son Speusippos, en matematiker, efterträdde Platon som akademins föreståndare vid dennes död.
Det finns få kunskaper om Platons barn- och ungdom. Eftersom det Peloponnesiska kriget mellan Aten och Sparta pågick när han föddes och växte upp torde han sannolikt ha deltagit i det, kanske i det berömda slaget vid Arginusae 406 f.Kr.. I varje fall var han ingen världsfrånvänd akademiker. Namnet Platon sägs ha varit ett smeknamn han fick på grund av sina breda axlar vilket gett upphov till det senare ryktet att han som ung sysslade med brottning. Det enda vi egentligen kan tillskriva Aristokles, som sägs ha varit hans verkliga namn, med bestämdhet är en atensk standarduppfostran passande en ung man i de bättre kretsar, där även Sokrates umgicks flitigt. Således måste Platon ha känt till Sokrates tidigt, även om han knappast blev medlem i kretsen av unga män kring denne förrän i senare tonåren. (Detta är en så kallad rimlig gissning, delad av de flesta kännare på området.)
Enligt en tradition skall Platon i unga år själv ägnat sig åt diktning och dramatik (ett fåtal troligen autentiska epigram finns bevarade) och han stod just i beredskap att tävla med en tragedi då han under intryck av Sokrates slöt sig till filosofin. Det påstås att han då brände hela sin ungdomsdiktning. Allt detta är dock osäkra uppgifter, och senare sådana. De kan mycket väl vara gissningar grundade på att i synnerhet de tidiga dialogerna har en tydlig dramatisk, scenisk prägel. Men de är inte osannolika i sig. Det vi emellertid kan säga är att utan det sjunde brevet så vet vi i stort sett ingenting om Platons senare liv heller. Hans elev och yngre kollega Aristoteles nämner Platon med respekt och ibland nästan värme, men mycket kortfattat. Han är också kritisk mot Platon på flera punkter, även om hans filosofi kan ses som en utveckling av idéer hos den äldre Platon (i synnerhet Timaios).
För en ung adelsman vid denna tid var en karriär som militär kombinerat med politiker i stort sett den enda. Platons desillusionering vad gäller politiken var emellertid djupgående, som det sjunde brevet berättar. För kunde han tro på de konservativa – de som blivit de trettio tyrannerna, inklusive hans egen älskade morbror? Eller kunde han tro på demokratin – det var den demokratiska falangen som 399 f.Kr. ställde Sokrates inför rätta, den visaste man Platon kunde tänka sig, på falska anklagelser och lät honom tömma giftbägaren (skildrat i Faidon, som lämpligt också diskuterar själens odödlighet och lägger en grund för läran om eidos (idéerna eller de eviga urformerna). Mer om denna nedan.

### Platon som eventuell idrottsman
Det finns uppgifter om att Platon skall ha varit en framstående idrottsman, enligt Dicaearchus skall han ha tävlat i brottning vid de Isthmiska spelen. Det finns till och med uppgifter om att han skulle ha varit dubbel olympisk mästare i pankration, men dessa uppgifter anses vara högst osäkra. Även om dessa påståenden skulle vara myter kan de dock ge en uppfattning om synen på Platon.

### I kretsen kring Sokrates
Platon sägs ha tillhört kretsen kring Sokrates i cirka sju år. Utan tvekan gjorde detta ett djupgående intryck på honom. Han var närvarande vid processen mot Sokrates och Sokrates försvarstal brukar räknas som hans första verk. Innehållsligt är det en välvald introduktion, som kan förmodas brodera ut det tal Sokrates faktiskt höll till ett magnifikt försvar för hela dennes verksamhet som kritisk röst i samtiden. Efter Sokrates död 399 f.Kr. skingrades hans lärjungar. Dels saknade den nu sin sammanhållande kraft, dels fanns det filosofiska motsättningar inom gruppen. Sokrates skrev som bekant ingenting, utan lämnade efter sig minnet av de diskussioner han startat om det Goda men olika personligheter inom gruppen hade tolkat – och kunde också tolka – det han sagt olika. En av de mera kända andra lärjungarna var Antisthenes, som i exil bildade en egen skola (enligt senantika uppgifter den kyniska skolan) vars mest kände senare företrädare var Diogenes. Här betonades självkontrollens betydelse, en sokratisk inspiration som även dyker upp hos Platon och inom stoicismen. Livets värde låg absolut inte i lyx och njutningar. Den kyniska skolan drev dock detta längre än de flesta andra.
Utöver bristen på en sammanhållande kraft efter Sokrates kan man också förmoda att lärjungarna fann marken osäker, då de inte kunde veta om även de skulle dras med i mästarens fall. Processer mot medborgare var inget ovanligt – tidigare hade filosofen Anaxagoras dömts till döden för kätteri (enligt vissa källor) liksom statsmannen Perikles gemål Aspasia, en av antikens få kända intellektuella kvinnor. Perikles lyckades som den store talare han var fria Aspasia, och enligt andra antika källor avrättades inte Anaxagoras utan dog rätt gammal i exil. Aristoteles skulle senare också slutligen lämna staden för andra gången med motiveringen att han inte ville låta atenarna än en gång förbryta sig mot filosofin.

### Splittring och resor
Efter Sokrates död sökte sig Platon tillsammans med andra i kretsen kring den förre till en av dem som stått honom nära, Euklides från Megara i Boiotien (grundläggaren av en av de sokratiska skolorna), för att fortsätta på Sokrates livsverk. Sammanhållningen av kretsen blev inte långvarig då meningsskiljaktigheter och personlig rivalitet orsakade en splittring. Platon och Antisthenes stred till exempel över en ledande ställning inom gruppen vilket senare övergick till en förbittrad litterär fejd.
I Megara tros dock Platon ha sammanställt en serie dialoger (Ion, Hippias från Elis, Protagoras, Försvarstalet, Kriton, Laches, Karmides, Euthyfron samt några av tvivelaktig äkthet) vars syfte var att visa Sokrates innersta syfte med dennes verksamhet. Efter vistelsen tillbringade Platon följande år på vidsträckta resor. Han besökte Egypten, där han i Kyrene fann bekantskap med matematikern Theodoros – omtalas i dialogen Theaitetos – och senare fortsatte resan till Syditalien, där filosofen mottog bestående intryck av pythagoréerna. Dess förbund och dåvarande ledare Arkytas från Tarent tycks ha influerat Platons själavandringslära, och framförallt hans odödlighetstro, vilket man hör Sokrates kritisera i de tidiga dialogerna, men senare i till exempel dialogen Faidon bestämt hävdas.
I staden Syrakusa på Sicilien vistades Platon en tid vid tyrannen Dionysios den äldres hov. Det framkom senare en brytning mellan de båda beroende på att Platon utövat sitt inflytande på tyrannens svåger Dion, och vunnit honom för sina meningar och filosofi. Så när Platon skulle återvända hem med ett sändebud från Sparta var denne beordrad av Dionysios d.ä. att på något sätt oskadliggöra filosofen. Detta skedde genom att Platon blev ilandsatt på ön Aegina som låg i krig med Aten. Han såldes sålunda som slav men blev friköpt av vännen Annikeris från Kyrene som befann sig på ön, och återvände till Aten sommaren 388 f.Kr..

### Akademin
Nu började Platon på allvar sin verksamhet som lärare. Ett stycke utanför Aten köpte han som nu 40-årig man ett lantställe med en trädgård, beläget vid ett gymnasium som benämndes Akademeia. Här hade således den platonska akademien sitt säte i över nio sekler – tills den år 529 e.Kr. stängdes av kejsar Justinianus I – och fostrade bland andra Aristoteles. Platon undervisade och arbetade här på sina viktigaste verk i mer än tjugo år innan Syrakusa återigen blev aktuellt. Dionysios d.ä. hade avlidit och Dion, Platons vän, innehade det största inflytande vid hovet på Syrakusa och önskade nu filosofens hjälp för att influera tyrannens son Dionysios d.y. och potentiellt pröva Platons politiska filosofi. Resan misslyckades i det syftet, Dion drevs i landsflykt och Platon hamnade i ett slags custodio honesta i kungaborgen och återvända inte förrän våren 365 f.Kr. till Aten.
I filosofiskt avseende återknöt Platon kontakten med pythagoréerna och influerades av dem starkare vilket dialoger som Timaios och Lagarna vittnar om. Efter återkomsten tog Platon åter över ledningen av akademien och den landsflyktige Dion anslöt sig senare till skolan.
År 361 f.Kr. kom dock en enträgen begäran från Dionysios d.y. att filosofen skulle återvända till ön för råd och vägledning i filosofiska frågor. Inbjudan visade sig dock vid anländande vara utan allvarligt uppsåt. Tyrannen tycktes vilja ha Platon vid hovet mer som dekoration än rådgivare, och Platon lyckades nätt och jämnt fly ön med hjälp av pythagoréerna i Tarent. Våren 360 f.Kr. skedde återresan.
De sista åren tillbringade Platon vid akademien, skrivande och undervisande. En tradition säger att han dog "skrivande", vilket förmodligen åsyftar att han arbetade in i det sista.

## Gärning

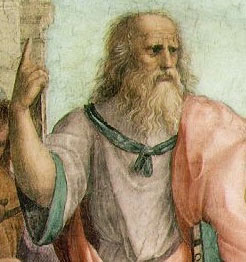
Platon som han framställs av Rafael i fresken Skolan i Aten.

I de dialoger av Platon som brukat räknas som tidiga, som Charmides, uppträder Sokrates som samtalsledare men också som en person som tillkallas som rådgivare i livsfrågor (han har en liknande roll i Xenofons Minnen av Sokrates [Memorabilia]). Senare blir Sokrates (i dialogerna) mer och mer den som talar med enstaka inpass från deltagarna, som ofta säger mest "Ja, Sokrates" eller "Förvisso, Sokrates" och det har därför av de flesta antagits att Sokrates i Platons dialoger alltmer blir ett språkrör för Platon, i takt med att han utvecklar sina egna idéer – utifrån en allmän grund han övertagit från sin gamle mästare, men ändå självständigt. Det finns dock en uppfattning enligt vilken Platons samtliga idéer övertogs från Sokrates, bland annat framförd av amerikanen Paul Shorey. Enligt den vanligaste uppfattningen kan Platons skrifter arrangeras i en tidsföljd som också speglar hans intellektuella utveckling bort från Sokrates i en alltmer pythagoreisk riktning, medan Shorey hävdat tesen om "the unity of Plato's thought". Således är grundfrågan om Platons så kallade idélära övertogs från Sokrates eller var Platons egen utveckling av Sokrates tanke att det goda är något absolut.
Platons skrifter tillhör världslitteraturens klassiker. De har också åberopats flitigt av såväl progressiva som reaktionärer. Platon var politiskt intresserad samtidigt som han föraktade politikens avarter. Han var vetenskapsman, matematiker men också poet. Hans dialoger är ibland bländande logiska, ibland burleska, ibland präglade av en subtil ironi. De kan läsas på många sätt, så hur man läser Platon säger rätt mycket om vem man är själv. Ett bra exempel på Platons förmåga att pendla mellan det burleska (fast ändå meningsfulla) och det högtidligt sublima finns i Symposion (Symposium, Gästabudet) där man kan jämföra Aristofanes tal om Eros med Diotimas avslutande. Enligt Aristofanes beror kärleken på att urmänniskan hade fyra armar och ben, men gudarna klöv henne på mitten varför vi alltsedan dess söker vår så kallade äkta hälft (ett länge använt uttryck). Diotimas tal är i stället en poetisk skildring av hur vi intellektuellt genom en abstraktionsprocess som går från det konkreta och individuella till det abstrakta och allmänna kan varsebli idéerna – vägen uppåt.
Verken tillkom troligen dels som populärfilosofiska arbeten, avsedda för en bredare publik, men ser också ut att ha använts vid seminariediskussionerna inom den akademi Platon startade. Somliga är mer publika, andra som Parmenides och många senare dialoger eller traktater kompakta och svåra.
Texterna åberopas med framgång av såväl politiska historiker som vetenskapshistoriker och litteraturhistoriker. Ett vetenskapshistoriskt exempel är Johannes Kepler vars arbete med sin första kosmologiska modell i Mysterium cosmographicum (Tübingen, 1596) var tydligt inspirerat av tankegångarna i Platons Timaios, dennes troligen näst sista verk som på ett intressant sätt beskriver huvuddragen i tidens astronomiska modellbyggande, där hans Akademeia intog en viktig roll. En helt annan aspekt ligger i platonismens betydelse för den svenska poeten Stagnelius, då i en nyplatonistisk, kristet färgad tappning. Över huvud taget betydde platonismen i omtolkad form mycket för romantiken, även om greken Platon säkert skulle haft svårt att känna igen sig i det tidiga artonhundratalet. Men texternas livskraft har legat inte bara i deras filosofiska genialitet och pionjärinsatser uppskattade även av moderna logiker, utan också deras visionära kraft.

### Filosofi
Platons filosofi är förmodligen den som utövat störst inflytande på den västerländska traditionen. Hans idélära har upphöjts av den kristna kyrkan (genom nyplatonismen), hans konstsyn ligger till grund för modern argumentation och verk som Staten och Lagarna diskuteras ännu inom såväl statsvetenskapen som samhällsfilosofin.

#### Idéläran

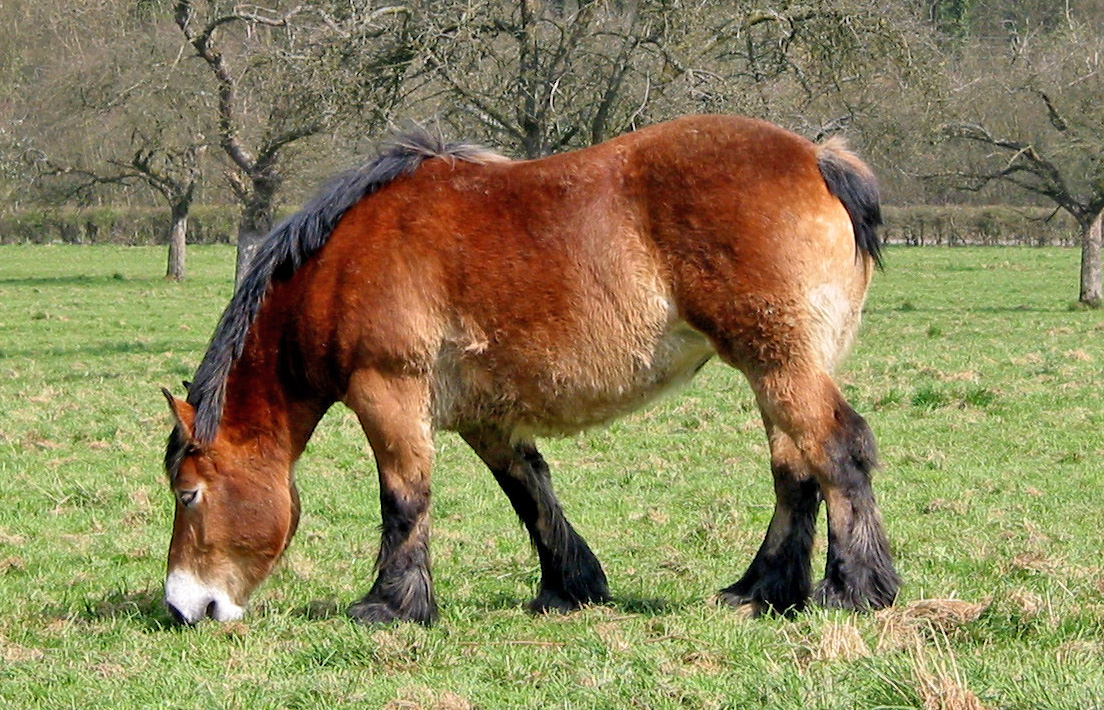
En häst. Djuret på bilden gör, enligt Platon, att vi erinras om hästidén.

Ett centralt inslag i Platons filosofi går under det något missvisande namnet idéläran. Enligt idé-, eller bättre formläran, är det som vi med våra sinnen kan uppfatta som verkligheten inte den äkta verkligheten utan endast en skenbild, spegelbild eller skuggbild av denna; detta på grund av att vår själ är fastlåst under vår levnad i en kropp med de ofullkomliga kunskapsorgan som sinnena är. Tillvaron, eller den äkta verkligheten, är oföränderlig och sann, och kallas av Platon för idévärlden. Det är en värld som icke existerar i tid och rum (ty då skulle den vara föränderlig). När vi således ser till exempel en häst får de sinnliga intrycken oss att erinra oss om den ursprungliga kunskapen – hästens idé. I ett slutgiltigt led menade Platon därtill att alla idéer leder tillbaka till en samlad uridé;(det godas idé) som rymmer alla andra idéer och därmed ses som allra godast och allra mest sann. Den rörelse vi ser i sinnevärlden betraktades därmed som illusioner; eftersom idévärlden, det egentligt sanna, ligger bortom tid och rum, och undgår att underkastas temporaliteten. Idéläran omfattar inte bara fysiska fenomen, utan även moraliska och etiska.
Se även: Platons grottliknelse

#### Politiken
Platon tillhörde en av de aristokratiska atenska släkter som politiskt skjutits åt sidan i och med det demokratiska genombrottet i mitten av 400-talet f.Kr. Avskyn för demokratin och dragningen till olika slag av elitism och auktoritärt styre, om än utövat av rättrådiga män (Väktarrådet, bestående av filosofer), är ett återkommande motiv i Platons politiska dialoger, och har tolkats som Platons personliga ståndpunkt. I denna fråga kan man hävda att han följde i Sokrates spår, eftersom Sokrates enligt nästan samtliga källor sägs ha hävdat att politik och juridik borde skötas endast av filosoferna.
Bland de idéer om staten som kommer till uttryck i Platons dialoger finns mycket som i modern tid betraktats som inhumant och totalitärt. Bland annat skulle barn skiljas från sina föräldrar så snart det var möjligt efter födelsen, för att sedan växa upp utan kunskap om vilka deras föräldrar och syskon egentligen var. De skulle istället betrakta alla i ungefär samma ålder som sina syskon, alla i sådan ålder att de kunde vara deras föräldrar som sina föräldrar etc. Endast barn till föräldrar med gynnsamma anlag skulle tillåtas växa upp. Känslomässiga relationer mellan människorna uppmuntrades inte. Människorna skulle delas in i tre klasser (filosoferna, soldaterna och de vanliga) och möjligheten att flyttas mellan klasserna var mycket begränsad. Den styrande klassen skulle bland annat ha privilegiet att få ljuga för de övriga om det som låg i statens intresse. Hela idén med Platons stat var i stora drag att få fram ett folk som skulle klara sig bra i krig, inspiration hämtade han bland annat från det grekiska krigarfolket spartanerna.

#### Konsten
Platons konstsyn representerar en argumentation som än i dag förekommer. För honom var konstverket endast imitation av ett objekt i sinnevärlden som i sin tur var en imitation av idévärlden, vilket gjorde att konstverket hamnade lägre i rang. Tillika ansåg Platon att konsten hade en skadlig inverkan på dess åhörare, och om till exempel en publik bejakade en pjäs som innehöll ett lustmord fanns det således risk att publiken fördärvades moraliskt.

#### Idealstaten

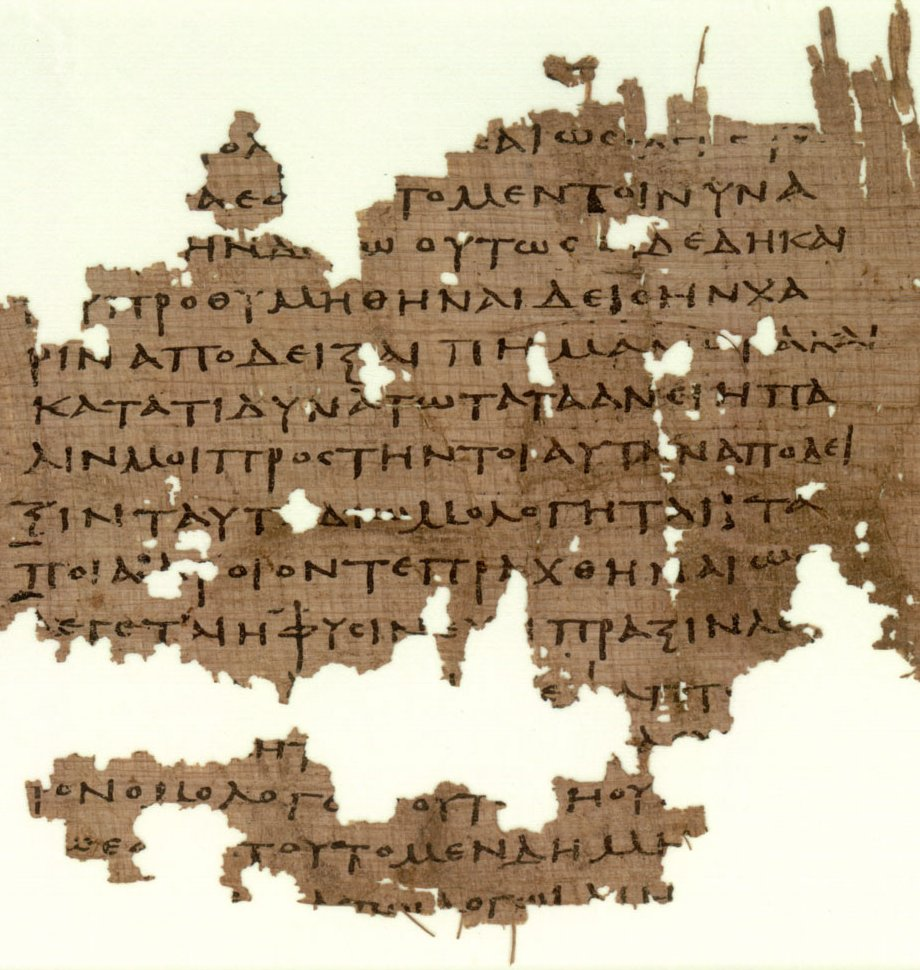
Papirus Oxyrhynchus, med fragment från Platons Staten.

Platon hade många filosofiska åsikter som handlade om samhället, särskilt tanken om idealstaten. Det finns vissa skillnader i hans tidiga och senare åsikter. Några av de mest kända doktrinerna finns i Staten under hans mellersta period. Platon, genom Sokrates ord, anser att samhället har en tredelad struktur som sammanfaller med själens struktur. De tre delarna i kroppen representerar de tre delarna i samhället.
- Produktion, vilket representerar magen. Arbetare, snickare, murare, handelsmän, bönder, etc.
- Skydd, vilket representerar bröstet. Krigare eller vakter, de som är äventyrslystna, starka och modiga; soldater i armén.
- Styre, vilket representerar huvudet. Härskare eller filosof-kungar, de som är intelligenta, rationella, självkontrollerande, förälskade i visdomen, väl passande för att fatta beslut för samhället.

Enligt denna modell avfärdas principerna av den atenska demokratin (såsom den var under denna tid) eftersom endast ett fåtal är kompetenta nog att styra. Istället för retorik och övertalning säger Platon att rationalitet och visdom skall styra. Platon säger:
"Tills filosofer styr som kungar eller de som nu kallas kungar och styrande män genuint och adekvat filosoferar, alltså, tills politisk makt och filosofi helt sammansmälts, medan de många typerna som för närvarande söker att genomföra en av dessa enbart stoppas med våld, kommer städer inte få någon vila från ondska,... inte heller, tror jag, att den mänskliga rasen kommer få det. (Staten 473c-d)
Platon beskriver dessa "filosofkungar" som "de som älskar synen av sanning" (Staten 475c) och stöder idén med analogin av en kapten och hans skepp eller en doktor och hans medicin. Segling och medicin är inte saker som alla är kvalificerade att praktisera av naturen. En stor del av Staten tar sedan upp hur utbildningssystemet skulle sättas upp för att producera dessa filosofkungar.

### Kosmologi
Platon hade som matematiker intresse för astronomi, men odlade detta främst för att han menade att studier av himlafenomen var nyttiga både för samhällets ledare och folk i gemen. Dessa studier fäste uppmärksamhet vid den kosmiska ordning och fulländning som Platon såg i astronomiska företeelser och därför kunde tjäna som förebild för alla och envar. Sina tankar om universum utvecklar Platon, som nämnts ovan, i dialogen Timaios, vars huvuddrag fanns tidigt i latinsk översättning. Trots att den är svårtolkad, kom Timaios genom Platons auktoritet att få ett avgörande inflytande på medeltidens lärda. Den starkt konfessionellt färgade nyplatonismen vid antikens slut kom att föra Platons grundläggande idéer vidare och påverka även de stora astronomiska reformatorerna under nya tidens början.
Här drabbar för första gången den hämsko, som skulle gå igenom hela filosofi- och vetenskapshistorien – spänningen mellan konservatism och revolution, mellan vad man anser sig veta säkert och vad man inte kan veta – en diskussion som inom modern vetenskapsteori har förts av bland andra Thomas Kuhn, Karl Popper, Imre Lakatos, Paul Feyerabend och på senare tid även av svenske filosofen Sören Halldén.

### Retorik
Platon har under många århundraden betraktats som en av retorikens största fiender, trots att det finns vissa bevis som pekar på att just Platon skulle ha myntat termen retorik. På grund av det inflytande på modern vetenskap och filosofi Platon haft har också hans uppgörelse med retoriken varit en stående kontrovers genom hela den västerländska retorikens historia. Platon är kritisk mot retoriken i flera verk. Platons och filosofins främsta kritik formuleras tydligast i dialogen Gorgias, och verket räknas därför än idag som den filosofiska uppgörelsen med retoriken. Verket skrevs omkring 390 f.Kr.
Kritiken som Platon låter formulera via Sokrates riktas främst mot sofismen och den verksamhet som bedrevs av sofisterna. Eftersom Platon tror på en essentiell sanning (grekiska: επιστήμη, episteme) föraktar han sofisterna och det relativa förhållningssätt de har till den. Detta gör deras ord tomma och intetsägande och Platon tar tydligt avstånd från deras verksamhet, vilken han menar får det sannolika att verka mer värdefullt än sanning. Platon avvisar retoriken som ett slags suggestionskonst som inte behandlar sanning, utan endast det sannolika, och menar att sofisterna, genom att använda sig av en blandning av smicker och skickliga formuleringar, lyckas trollbinda sin publik så till den grad att de får smått att verka stort och stort att verka litet. Retorik är, enligt Gorgias huvudrollsinnehavare, Sokrates, endast baserat på erfarenheter i hur man framkallar en form av behag och lustfylldhet hos sina åhörare.
Platon definierar två sorters övertalning (grekiska: Πειθούς, peitho). 
1. Tro utan vetande, såsom retoriken doxa
2. den sanna kunskapen som kan uppnås via studier. episteme

Endast den sistnämnda formen leder till idévärldens sanna kunskap. Platon ställer upp demagogiska dikotomier och låter Sokrates argumentera för att det inte finns något mellanläge mellan experter som inte kan tala och talare som inte kan något annat.
Den kritik mot retoriken som presenterats i Gorgias kompliceras dock en aning på grund av flera olika faktorer.
Eftersom Isokrates, som tidigare varit elev hos sofisten Gorgias, samtidigt upprättat sin retorikskola där han kom att institutionalisera retoriken är det möjligt att betrakta dialogen Gorgias som Platons angrepp mot Isokrates och mot retorik som skolämne. I och med att Isokrates skola upprättades vid ungefär samma tid som verket skrevs menar vissa forskare att Platon kan ha haft ekonomiska motiv bakom delar av den kritik som presenteras. Att verket skrevs nära inpå Sokrates död 399 f.Kr. gör också att forskare ser ett samband mellan det agg som Platon hyste mot de atenska folkförsamlingarna och att verket således kan sägas vara varken opartiskt eller distanserat.
I Faidros, som skrevs omkring 370 f.Kr., intar Platon en annan ställning till retoriken. Den äkta retoriken får verkets protagonist, Sokrates, här definiera som en form av ”andlig vägledare” (grekiska: psychagog) och Platon utesluter inte att retorik kan vara ett användbart medel att övertyga massorna med. Den äkta retoriken ser han som en konstform som är lika i smått som i stort och som är lika mycket värd i både väsentliga som oväsentliga sammanhang. Den äkta retorikens förutsättningar är enligt Platon erkännandet av det goda och vägen till den sanna uppfattningen går genom filosofernas dialektiska sanningssökande. För att bli en god talare kräver Platon att retorikern är en god filosof. Platon menar att talaren bör ha kännedom om ämnet han talar om och kräver att läraren utöver retorik känner till sanningen och har kunskap om åhörarnas själar. Talaren måste även vara en god människokännare för att retoriken ska kunna uppnå sin fulla kraft.
Platons kritik har trots sina överdrifter till viss del gagnat retoriken som ämne. Eftersom retoriken därmed tvingats att cementera sina grundideal har efterföljare som Aristoteles därigenom format retoriken till att vara konsten att övertyga och inte låtit den vara ett redskap för att manipulera människor för egen vinnings skull.

## Eftermäle
Nedslagskratern Platon på månen och asteroiden 5451 Plato är uppkallade efter honom.
Europeiska rymdorganisationens (ESA) rymdteleskop PLAnetary Transits and Oscillations of stars (PLATO) är uppkallat efter honom.

## Verk

### Mest kända verk (urval)
- Faidon
- Faidros
- Gorgias
- Politeia (Staten)
- Sokrates försvarstal
- Symposion (Gästabudet)
- Theaitetos
- Timaios

### Samlade verk (urval)
- Complete Works (edited by John M. Cooper, Hacket Publishing Company, 1997) [Innehåller allt som någonsin tillskrivits Platon i nya översättningar.]
- The Collected Dialogues of Plato, including the letters (edited by Edith Hamilton and Huntington Cairns, Bollingen Series LXXI, Princeton University Press, 1963 (1961)) [Utelämnar vissa säkert falska men ändå intressanta texter. Äldre översättningar, men bra.]
- Skrifter. I–V (i svensk tolkning av Claes Lindskog, Nya Doxa, 1984) [Alla klassiska texter i äldre svensk översättning. Ny utg. rev. och kommenterad av Holger Thesleff]
- Skrifter. Vol. 1–6 (översättning, förord och noter av Jan Stolpe, Bokförlaget Atlantis, 2000–2009)

### Andra översättningar (urval)
- Dialoger: Sokrates försvarstal, Faidon, Faidros (övers. av Ellen Wester, Forumbiblioteket nr 52, 1955)
- Om kärleken och döden: Gästabudet, Försvarstalet, Faidon (övers. av Jan Stolpe, Helikonbiblioteket, Studentlitteratur, 1993)
- Xenofon och Platon: Sokrates på fest och i vardagslag (övers. Ebbe Linde, Natur och kultur, 1985) [Innehåll: Xenofon: En fest hos Kallias (Symposion), Minnen av Sokrates (Memorabilia), Platon: Gästabudet (Symposion)]